# Vilamajor (Tona)
Vilamajor és una masia de Tona (Osona) inclosa a l'Inventari del Patrimoni Arquitectònic de Catalunya.

## Descripció
Gran casal amb teulada a dues vessants sota un turonet anomenat serra de la Bassa, que s'aixeca a la banda de ponent d'aquest mas, on estava situada l'anterior casa forta o Domus; destaca a la façana principal un gran portal dovellat i finestres de pedra treballada. Al davant d'aquesta façana hi ha un mur que conforma una lliça.
A la façana dreta hi ha finestres d'estil gòtic amb motius característics com els rosetons, dos petits carots i formes lobulades. També dins la casa hi ha dos portals gòtics amb motius vegetals. Darrere la casa una finestra treballada amb pedra vermella i una cisterna.

## Història
Es tractava d'una gran vila rural, una Villa major que, a semblança de Vilageriu, tenia una fortalesa pròpia per a defensar els súbdits que depenien d'ella. De la Domus en resta un bon tros de mur romànic al turonet de ponent. L'actual mas sembla que va ser construït a finals del segle xviii i s'aprofitaren finestrals, llindes gòtiques de portalades i d'altres elements de l'antiga fortalesa, tot desplaçant el seu emplaçament. La fortalesa havia estat reconstruïda a finals del segle xv.
A la guerra del Francès Vilamajor fou durament castigada.